# La torre nera (romanzo P.D. James)
La torre nera (The Black Tower) è un romanzo giallo della scrittrice britannica P.D. James, il quinto della serie con l'Ispettore Adam Dalgliesh.
Pubblicato nel 1975, il romanzo The Black Tower ha vinto il Silver Dagger Award.

## Trama
Dopo un ricovero ospedaliero per una mononucleosi (inizialmente scambiata per leucemia), Dalgliesh risponde a un invito a recarsi nel Dorset da parte di Padre Baddeley, anziano canonico che l'ispettore conosceva dall'infanzia. Al suo arrivo, il 1 ottobre, apprende che il sacerdote è morto da dieci giorni ed è stato cremato. In quanto erede dei libri del defunto, Dalgliesh si trattiene a Toynton Grange, la proprietà di Wilfred Anstey, divenuta residenza per disabili gravi e nella quale Baddeley svolgeva il ministero di padre spirituale.
Pur sistemato nel cottage dell'amico, Dalgliesh entra in contatto con la realtà della residenza e dei suoi abitanti. Anstey sostiene di essere guarito durante un pellegrinaggio a Lourdes, dove torna ogni sei mesi con gli assistiti e quasi tutto lo scarso personale. Ma non c'è armonia tra gli ospiti e alcuni hanno ricevuto lettere anonime sgradevoli, che hanno tenuto nascoste. Inoltre un ricoverato, Roger, era inspiegabilmente precipitato dalla sommità della collina (su cui sorgono gli edifici di Toynton Grange), finendo in mare con la sua pesante carrozzina. L'inchiesta aveva stabilito che si trattava di un incidente, ma tutti pensano a un suicidio.
Dalgliesh fa il possibile per evitare un coinvolgimento professionale, ma, durante la sua permanenza, accadono altri fatti: Anstey è intrappolato da un incendio nella "Torre Nera", una costruzione di cui ci si serve per meditare o scrivere; un'altra disabile, Grace Willison, muore nel suo letto per cause non troppo chiare e infine Maggie, la moglie del medico della comunità è trovata impiccata e si crede che lo scopo della donna fosse non di togliersi la vita, ma di attirare l'attenzione. Però l'impegno della polizia locale non è premiato da risultati sicuri. Quanto ad Anstey, in cattive acque finanziarie, cede la proprietà ad un'associazione sanitaria meglio organizzata, quindi parte per il pellegrinaggio semestrale a Lourdes.
Dalgliesh ha stabilito di tornare a casa dopo la partenza del gruppo ma, quasi per caso, raccoglie con la posta una lettera indirizzata a Padre Baddeley e la legge, apprendendo che il religioso voleva cambiare il proprio testamento, redatto già in favore dell'opera di Anstey. Ben presto l'ispettore rivede tutti i fatti e comprende che le quattro morti non sono state accidentali, ma riconducono a un traffico di eroina che passa attraverso il pellegrinaggio. Il responsabile del piano è l'unica persona rimasta a Toynton Grange: Julius Court, in apparenza uno che vive di rendita e si affanna come volontario per la comunità. E lo scontro con l'assassino rischierà di uccidere lo stesso Dalgliesh, ma solo dopo che avrà discusso con l'antagonista gli eventi accaduti e glieli avrà fatti confessare.

## Personaggi
- Adam Dalgliesh.
- Padre Michael Baddeley, già canonico, direttore spirituale a Toynton Grange, Dorset.
- Wilfred Anstey, proprietario e direttore di Toynton Grange.
- Millicent, sorella di Wilfred.
- Eric Hewson, medico a Toynton Grange.
- Maggie Hewson, moglie di Eric, giovane dedita all'alcool.
- Dot Moxon, Dennis Lerner, Helen Rainer, infermieri alla Toynton Grange
- Victor Holroyd, Grace Willison, Henry Garwardine, Georgie Allan, Jennie Pegram, Ursula Hollis, ospiti invalidi della Toynton Grange
- Albert Philby, ex carcerato, portinaio, factotum e autista del pulmino a Toynton Grange.
- Julius Court, ex diplomatico, ha un cottage di sua proprietà a Toynton Grange e si presta a servizi volontari come autista.

## Opere derivate
Nel 1985 il libro è stato adattato nella miniserie televisiva The Black Tower, con Roy Marsden nella parte dell'Ispettore Dalgliesh.
Nel 2021 è stata realizzata la serie televisiva L'ispettore Dalgliesh (Dalgliesh); The Black Tower costituisce gli episodi 3 e 4 della prima stagione, andati in onda il 23 settembre 2022. Dalgliesh ha avuto come interprete Bertie Carvel.

## Edizioni in italiano
- James, P. D., La torre nera: romanzo, traduzione dall'inglese di Anna Solinas, Milano: Rusconi, 1981
- James, P. D., La torre nera, traduzione di Anna Solinas, Milano: Biblioteca universale Rizzoli, 1987
- James, P. D., La torre nera, traduzione di Anna Solinas, Milano: A. Mondadori, 1992